# Žikov (zámek)
Žikov je tvrz přestavěná na zámek ve stejnojmenné vesnici u Petrovic u Sušice v okrese Klatovy. Zámecký areál je od roku 1964 chráněn jako kulturní památka.

## Historie
První písemná zmínka o Žikovu pochází z roku 1331, kdy se ve vsi nacházel dvůr v držení Oldřicha ze Žikova. Dalším známým majitelem byl Břetislav Švihovský z Rýzmberka, který roku 1543 vesnici prodal městu Sušici. Za účast na stavovském odboji proti králi Ferdinandovi I. byla vesnice zkonfiskována a v roce 1551 ji koupil Kašpar Eichhorn z Reichenbachu. Někdy od druhé poloviny šestnáctého století ve vsi stála tvrz, která byla na přelomu sedmnáctého a osmnáctého století přestavěna na barokní zámek.
Panství v té době vlastnila Františka Antonie Kořenská z Terešova se svými sestrami a společně je v roce 1701 prodaly Gottfriedu Konstantinovi Ratzenbergerovi z Ratzenbergu. Kromě Žikova s kamennou tvrzí, dvorem a pivovarem k němu patřily vsi Posobice, Libětice a Pích. Vdova po Gottfriedu Ratzenbergerovi Antonie statek složený z Žikova, Posobic a části Trsic prodala v roce 1716. V písemných pramenech z osmnáctého století je žikovský zámek uváděn jako panské sídlo nebo vrchnostenské obydlí (1757). Označení zámek použil až hrabě František Josef Desfours v roce 1804, když prodával žikovský statek Vincenci Martinu Rennovi.

## Stavební podoba
Památkově chráněný areál se skládá ze zámku (čp. 1), správní budovy (čp. 15) a hospodářského dvora s čeledníky, sýpkou, chlévy, stodolou a objektem u brány. Patří k němu také park s fragmenty ohradní zdi, dvě brány a altán s šestiúhelníkovým půdorysem.
Jednopatrová zámecká budova má obdélný půdorys, mansardovou střechu a hlavní průčelí s devíti okenními osami. Patra od sebe odděluje kordonová římsa a fasáda přízemí je částečně členěna štukovou bosáží. První patro člení obdélná okna s rovnými nadokenními římsami a po celé délce průčelí vede lizénový pásek, ve kterém jsou drobná oválná okénka. Vrchol obvodové zdi lemuje korunní římsa. Interiér byl pozměněn novodobými zásahy, ale v přízemí se dochovaly valené klenby s lunetami.
Chlévy stojí podél silnice a tvoří západní stranu hospodářského dvora. V severozápadním nároží stojí neomýtnutá sýpka se stanovou střechou. Má tři patra, z nichž dvě spodní podlaží jsou postavena z lomového kamene a horní dvě z pálených cihel. Dovnitř se vstupuje dvojicí velkých vrat v severní stěně a interiér osvětlují obdélná okénka s cihlovým stlačeným segmentovým záklenkem. Severní stranu dvora uzavírá patrový čeledník s průčelím zdobeným lizénovými rámy. Na něj navazuje správní budova s valbovou střechou. Její fasády jsou členěné lizénovými rámy a fabionovou korunní římsou. Na jižní straně dvora stojí stodola se spodní branou.